# Women at War
Women at War ist ein US-amerikanischer Kurzfilm aus dem Jahr 1943, der von Warner Bros. in Zusammenarbeit mit der US Army produziert wurde. Regie führte Jean Negulesco.

## Handlung
Drei junge Frauen wollen im Women’s Army Corps der US Army dienen und treffen in Fort Des Moines ein. Die Kriegswitwe Mary Sawyer will Offizier werden. Anastasia Hart, die auf einer Farm lebte, interessiert sich für den Transportdienst. Lorna Travis will die Anerkennung ihres Vaters, des chauvinistischen Major General Travis, gewinnen.
Nach intensivem Training unter der Führung von Major General Travis können die drei Frauen ihren Beitrag für die Kriegsanstrengungen der USA beisteuern und den Wert des Women’s Army Corps bestätigen.

## Veröffentlichung
Die Premiere fand am 2. Oktober 1943 statt.

## Auszeichnung
Gordon Hollingshead wurde 1944 mit dem Film für den Oscar in der Kategorie „Bester Kurzfilm“ (2 Filmrollen) nominiert.